# Tổng thống Belarus
Tổng thống Cộng hòa Belarus (tiếng Belarus: Прэзідэнт Рэспублікі Беларусь, đã Latinh hoá: Prezident Respubliki Bielaruś; tiếng Nga: Президент Республики Беларусь, đã Latinh hoá: Prezident Respubliki Belarus') là nguyên thủ quốc gia và người đứng đầu chính phủ của Belarus. Chức vụ tổng thống được thành lập vào năm 1994 sau khi Hiến pháp Belarus được Hội đồng Tối cao thông qua, thay thế chức vụ chủ tịch Hội đồng Tối cao. Tổng thống có nhiệm vụ thi hành chính sách đối nội, đối ngoại, bảo vệ các quyền công dân, quyền con người và duy trì Hiến pháp. Tổng thống là lãnh đạo của Belarus về đối nội và đối ngoại. Những nhiệm vụ, trách nhiệm và điều khoản chuyển tiếp khác liên quan đến chức vụ tổng thống được liệt kê tại Điều 79-89 Chương Ba Hiến pháp Belarus.
Nhiệm kỳ của tổng thống là 5 năm nhưng cuộc trưng cầu ý dân năm 1996 kéo dài nhiệm kỳ đầu tiên đến năm 2001. Hiến pháp ban đầu quy định không ai được giữ chức vụ tổng thống quá hai nhiệm kỳ nhưng giới hạn nhiệm kỳ bị bãi bỏ trong cuộc trưng cầu ý dân về hiến pháp năm 2004. Trong cuộc trưng cầu ý dân về hiến pháp năm 2022, giới hạn hai nhiệm kỳ được tái lập nhưng chỉ đối với "những tổng thống mới được bầu". Kể từ cuộc bầu cử năm 1994, Aliaksandr Lukašenka là người duy nhất giữ chức vụ tổng thống. Văn phòng tổng thống đặt ở Cung Cộng hòa tại Minsk, trong khi dinh tổng thống nằm ở Zaslawye.
Lukashenko đứng đầu một chính phủ chuyên chế và thường được gọi là "nhà độc tài cuối cùng của châu Âu". Bầu cử tại Belarus không được quốc tế công nhận là tự do, công bằng, những thành phần đối lập thường xuyên bị đàn áp và truyền thông chịu sự kiểm duyệt gắt gao.

## Bối cảnh lịch sử
Belarus lần đầu tiên tuyên bố độc lập vào đầu năm 1918 với quốc hiệu Cộng hòa Nhân dân Belarus. Nguyên thủ quốc gia của nhà nước này là chủ tịch Rada Cộng hòa Nhân dân Belarus, là cơ quan nhà nước cao nhất lâm thời. Năm 1919, Hồng quân Liên Xô buộc Rada Cộng hòa Nhân dân Belarus do Tổng thống Ivonka Survilla lãnh đạo phải lưu vong. Dưới chính thể Cộng hòa Xã hội chủ nghĩa Xô viết Byelorussia, lãnh đạo của Belarus là bí thư thứ nhất Đảng Cộng sản Byelorussia.
Cộng hòa Belarus được thành lập vào năm 1991 ngay sau khi tuyên bố độc lập khỏi Liên Xô. Cho đến khi hiến pháp được ban hành vào năm 1994, chủ tịch Xô viết Tối cao là nguyên thủ quốc gia và thủ tướng là người đứng đầu chính phủ. Sau khi chức vụ tổng thống được thành lập, vai trò của thủ tướng giảm xuống còn cấp phó của tổng thống. Xô viết Tối cao bị giải thể vào năm 1996.
Trong cuộc bầu cử tổng thống đầu tiên, thủ tướng Belarus Vyacheslav Kebich bị Alexander Lukashenko đánh bại trong vòng bỏ phiếu thứ hai. Trong các cuộc bầu cử năm 2001 và 2006, Lukashenko đánh bại các ứng cử viên khác ngay trong vòng bỏ phiếu đầu tiên. Cuộc bầu cử bị các quan sát viên quốc tế, thế giới phương Tây và các đảng đối lập trong nước chỉ trích là không dân chủ và công bằng. Tính đến  ngày 22 tháng 3 năm 2024, ông là người duy nhất giữ chức vụ tổng thống Belarus.

## Địa vị hiến pháp
Điều 79 Hiến pháp Belarus quy định tổng thống là nguyên thủ quốc gia của Belarus. Tổng thống là người bảo vệ hiến pháp và các quyền, tự do của công dân Belarus và những người cư trú tại Belarus. Tổng thống là hiện thân của sự thống nhất đất nước Belarus về đối ngoại và đối nội và là đại diện chính khi làm việc với những quốc gia và tổ chức quốc tế khác. Tổng thống có nhiệm vụ đảm bảo an toàn, thịnh vượng và ổn định của Belarus và đóng vai trò trung gian giữa các cơ quan của chính phủ quốc gia.
Trong thời gian đương nhiệm, tổng thống không được giữ tư cách đảng viên của một đảng.

## Quy trình bầu tổng thống

### Tư cách ứng cử
Điều 80 Hiến pháp Belarus quy định công dân Belarus khi sinh ra, đủ 35 tuổi trở lên, cư trú tại Belarus trong mười năm và không bị tước quyền bầu cử có quyền ứng cử tổng thống.

### Ứng cử và bầu cử
Bầu cử tổng thống được tổ chức 5 năm một lần. Để đăng ký làm ứng cử viên tổng thống, một người trước tiên phải có một nhóm công dân đề cử gồm ít nhất 100 người. Nhóm đề cử phải đăng ký với Ủy ban bầu cử trung ương chậm nhất là 85 ngày trước cuộc bầu cử. Nếu đăng ký thành công, người được đề cử phải thu thập ít nhất 100.000 chữ ký hợp lệ từ các cử tri đủ điều kiện. Ủy ban bầu cử trung ương chứng nhận người được đề cử đủ điều kiện để ứng cử tổng thống.
Bầu cử tổ chức được tổ chức theo nguyên tắc phổ thông đầu phiếu và bỏ phiếu kín. Kết quả bầu cử chỉ được công nhận nếu ít nhất 50 % tổng số cử tri đi bỏ phiếu. Trong vòng bỏ phiếu đầu tiên, nếu một ứng cử viên giành được quá nửa số phiếu bầu thì được tuyên bố là trúng cử tổng thống. Nếu không có ứng cử viên nào giành được quá nửa số phiếu bầu trong vòng đầu tiên thì vòng bỏ phiếu hai được tổ chức giữa hai ứng cử viên giành được nhiều phiếu bầu nhất. Ứng cử viên giành được nhiều phiếu bầu nhất trong vòng bỏ phiếu thứ hai được tuyên bố là trúng cử tổng thống.
Trong trường hợp khuyết tổng thống thì phải tổ chức bầu cử tổng thống sớm nhất là ba mươi ngày và chậm nhất là bảy mươi ngày. Thông thường, bầu cử tổ chức phải được tổ chức chậm nhất là hai tháng trước khi tổng thống hết nhiệm kỳ. Hạ viện quyết định tổ chức bầu cử tổng thống. Cuộc bầu cử tổng thống gần đây nhất được tổ chức vào năm 2020.

## Nhiệm vụ và quyền hạn
Điều 84-85 quy định những nhiệm vụ chính trị, xã hội và quốc phòng của tổng thống. Ngoài các quyền hạn được liệt kê, tổng thống có quyền sử dụng những quyền hạn khác được pháp luật hoặc những phần khác của hiến pháp trao cho.
Tổng thống có quyền quyết định trưng cầu ý dân và tổ chức bầu cử thường kỳ và bất thường Hạ viện, Thượng viện và các cơ quan lập pháp địa phương. Tổng thống cũng có quyền giải tán cả hai viện của Quốc hội. Tổng thống có nhiệm vụ bổ nhiệm thủ tướng Belarus và quyết định cơ cấu tổ chức Chính phủ Belarus. Tổng thống ký ban hành luật và có quyền phủ quyết toàn bộ hoặc một phần dự luật và trả ý kiến phản đối kèm dự luật về Hạ viện. Tổng thống cũng bổ nhiệm, miễn nhiệm các phó thủ tướng, các bộ trưởng và những thành viên khác của Chính phủ và xem xét đơn xin từ chức của Chính phủ hoặc bất kỳ thành viên nào của Chính phủ.
Tổng thống bổ nhiệm, miễn nhiệm chủ tịch Tòa án tối cao và những thẩm phán khác. Tổng thống có nhiệm vụ gửi thông điệp hàng năm tới Quốc hội và có quyền tham gia các phiên họp Quốc hội và các cơ quan của Quốc hội. Trong trường hợp đình công, tổng thống có quyền trì hoãn hoặc đình chỉ đình công trong thời hạn không quá ba tháng trong những trường hợp luật định. Về đối ngoại, tổng thống có nhiệm vụ đàm phán, ký điều ước quốc tế và cử, triệu hồi đại diện ngoại giao của Belarus.
Tổng thống gửi thông điệp tới nhân dân nhiều lần trong năm và có quyền thành lập các ngày lễ quốc gia. Tổng thống xem xét, quyết định việc nhập quốc tịch Belarus và có quyền tặng thưởng huân chương, huy chương, các giải thưởng nhà nước, danh hiệu vinh dự nhà nước. Tổng thống quyết định tình trạng của những người xin tị nạn và có quyền ân xá.
Là tổng tư lệnh Quân đội Belarus, tổng thống có nhiệm vụ bảo vệ lãnh thổ Belarus. Tổng thống có quyền ban bố tình trạng khẩn cấp trong các trường hợp sau: thiên tai, thảm họa hoặc tình trạng bất ổn liên quan đến bạo lực hoặc đe dọa bạo lực. Bất kể tình trạng khẩn cấp được áp dụng trên phạm vi cả nước hay chỉ một khu vực, tổng thống phải thông báo, đề nghị Thượng viện phê chuẩn tình trạng khẩn cấp chậm nhất là ba ngày kể từ ngày thông báo. Tổng thống có quyền ra lệnh thiết quân luật trong trường hợp có thể xảy ra hành động quân sự chống lại Belarus và cũng phải thông báo, đề nghị Thượng viện phê chuẩn. Tổng thống là người đứng đầu Hội đồng an ninh và có quyền bổ nhiệm, miễn nhiệm thư ký nhà nước của Hội đồng an ninh và Bộ Tư lệnh Tối cao Quân đội Belarus.

## Tuyên thệ nhậm chức
Tổng thống phải tuyên thệ nhậm chức chậm nhất là hai tháng sau khi bầu xong tổng thống. Điều 83 Hiến pháp Belarus quy định lời tuyên thệ như sau:
| “ | Đảm nhận chức vụ tổng thống Cộng hòa Belarus, tôi long trọng tuyên thệ sẽ trung thành phục vụ nhân dân Cộng hòa Belarus, tôn trọng và bảo vệ các quyền con người và quyền công dân, tuân thủ và bảo vệ Hiến pháp Cộng hòa Belarus và thực hiện nghiêm túc và tận tâm những nhiệm vụ cao cả đã được giao phó cho tôi. | ” |

Trong lễ tuyên thệ nhậm chức, các thành viên của cả hai viện Quốc hội, các bộ trưởng, quan chức và thẩm phán Tòa án Hiến pháp, Tòa án Tối cao và Tòa án Kinh tế phải có mặt. Sau lễ tuyên thệ, mọi quyền hạn của tổng thống tiền nhiệm được chuyển giao cho tân tổng thống.

## Từ chức, miễn nhiệm, bãi nhiệm
Điều 87 Hiến pháp Belarus quy định tổng thống có quyền từ chức bất cứ lúc nào sau khi trình đơn xin từ chức trước Hạ viện. Điều 88 quy định tổng thống có thể bị bãi nhiệm nếu sức khỏe thể chất hoặc tinh thần bị suy giảm. Một ủy ban đặc biệt được thành lập và phải đưa ra quyết định về tình trạng sức khỏe trước khi bắt đầu bất kỳ kiến nghị nào. Nghị quyết bãi nhiệm tổng thống phải được hai phần ba số thành viên Hạ viện và Thượng viện biểu quyết tán thành.
Tổng thống có thể bị bãi nhiệm nếu vi phạm hiến pháp, phạm tội phản quốc hoặc những trọng tội khác. Nghị quyết cáo buộc tổng thống phải được một phần ba số thành viên Hạ viện biểu quyết tán thành. Việc điều tra do Hội đồng Nhân dân toàn Belarus tiến hành. Bãi nhiệm tổng thống phải được quá nửa tổng số thành viên Hội đồng Nhân dân toàn Belarus biểu quyết tán thành. Trường hợp tổng thống bị bãi nhiệm thì vụ việc được Tòa án Tối cao xem xét. Nếu Hội đồng Nhân dân toàn Belarus không quyết định chậm nhất là một tháng sau khi nghị quyết cáo buộc được thông qua thì việc cáo buộc bị coi là vô hiệu.

## Đặc quyền

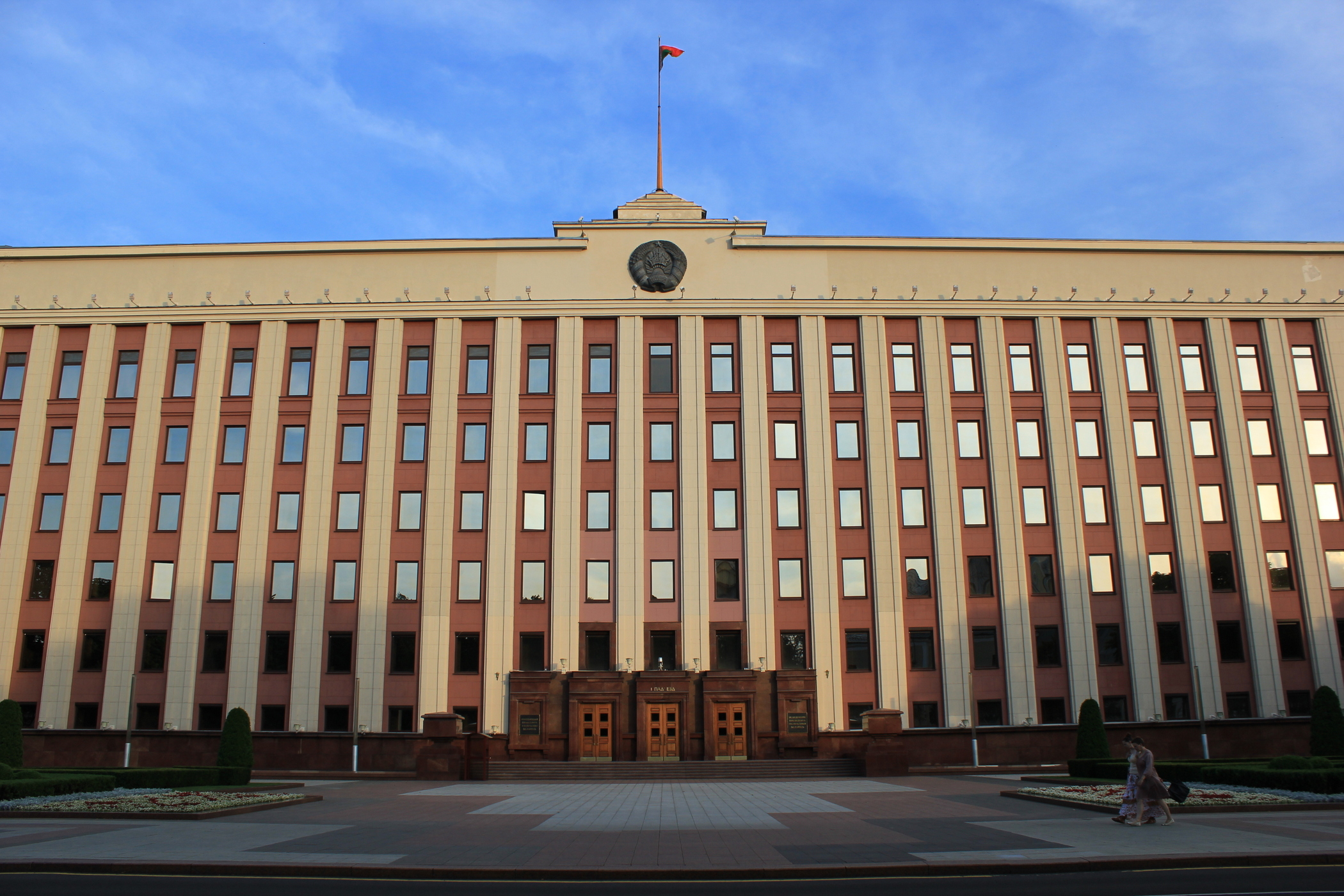
Dinh Tổng thống

Dinh Độc lập

Điều 79 Hiến pháp Belarus quy định không được bắt giữ tổng thống, trừ phi phạm tội phản quốc hoặc những tội nghiêm trọng khác được liệt kê tại Điều 88. Danh dự và nhân phẩm của tổng thống được pháp luật bảo vệ. Điều 5 Luật Báo chí quy định cấm tuyên truyền thông tin phỉ báng tổng thống trên báo chỉ hoặc truyền hình.
Dinh Tổng thống (tiếng Belarus: Рэзідэнцыя Прэзідэнта, tiếng Nga: Резиденция президента) là một tòa nhà theo kiến trúc Stalin nằm trên Quảng trường tháng Mười ở Minsk, xung quanh là các đường Marx, Engels, Kirov và Komsomol. Đường phố gần Dinh Tổng thống không cho phép xe cộ qua lại và có lực lượng cảnh sát tuần tra giống như Nhà Trắng. Dinh Tổng thống được sử dụng từ năm 1994 và từng là trụ sở Ủy ban Trung ương Đảng Cộng sản Belorussia. Tổng thống cũng có quyền sử dụng Dinh Độc Lập ở Minsk.

## Danh sách tổng thống Belarus (1994–hiện tại)
| No. | Hình | Tên (sinh–mất)                                 | Nhiệm kỳ                 | Nhiệm kỳ    | Nhiệm kỳ              | Đảng | Đảng                                   | Trúng cử                      |
| No. | Hình | Tên (sinh–mất)                                 | Nhậm chức                | Mãn nhiệm   | Thời gian đương nhiệm | Đảng | Đảng                                   | Trúng cử                      |
| --- | ---- | ---------------------------------------------- | ------------------------ | ----------- | --------------------- | ---- | -------------------------------------- | ----------------------------- |
| 1   |      | Aliaksandr Ryhoravič Lukašenka (sinh năm 1954) | ngày 20 tháng 7 năm 1994 | Đương nhiệm | 30 năm, 252 ngày      |      | Không đảng phái (thân với Bielaja Ruś) | 1994 2001 2006 2010 2015 2020 |

Cuộc bầu cử tổng thống tiếp theo sẽ được tổ chức vào năm 2025. Trong cuộc bầu cử tổng thống năm 2020, Lukashenko tái cử nhiệm kỳ thứ sáu với Sviatlana Tsikhanouskaya là ứng cử viên đối lập (Tsikhanouskaya về sau thành lập Hội đồng Điều phối, bị Bộ Nội vụ Belarus liệt là một tổ chức cực đoan).